# Kokeshi
kokeshi（コケシ）は、日本の4人組ブラッケンド・ハードコア バンド。

## 概要
2017年結成。
東京を拠点に活動している女性ボーカル擁する4人組ブラッケンド・ハードコア・バンド。
kokeshiの音楽ジャンルはブラッケンド・ハードコアと称されるものの、その一言では表現できない独特な音楽性を有する。
ブラックメタル、シューゲイズ、カオティック・ハードコア、ポストロック、アンビエントなど様々なジャンルを独自の解釈で紡ぎ合わせ、そこにジャパニーズホラーを想起させる不穏な"和"の雰囲気をエッセンスに加えた唯一無二の音楽性を特徴としている。
「静寂と轟音」「語りと叫び」「爆走と鈍重」など、相反する要素を組み合わせた楽曲構成も特徴的です。
ボーカルの亡無はグロウル（デスボイス）、ホイッスルボイス（金切り声）、クリーンボーカル、ポエトリーリーディングなど様々なバリエーションのボーカルスタイルを操り、全て日本語で綴られた歌詞と共にkokeshiの圧倒的な世界観を表現しています。
バンドは2024年から2025年にかけて、タイ·ベトナム·香港などアジア各地でライブ活動を展開し、その人気が急上昇しています。2025年の香港公演直後には各国の音楽チャートで注目を集めました。
・iTunes Store (台湾)
「冷刻」が「メタル トップアルバム」ランキングで1位を獲得。「ロック トップアルバム」ランキングで8位にランクイン。「総合 トップアルバム」ランキングでも新たに66位にランクイン。
・iTunes Store (タイ)
「冷刻」が「メタル トップアルバム」ランキングで2位（過去最高記録）を達成。「ロック トップアルバム」ランキングでも12位（過去最高記録）を更新。
・Apple Music (香港)
アルバム「憧憬」が「メタル トップアルバム」ランキングで43位に上昇。

## 経歴
（出典： ）
2017年
- 1月　亜光,和真,Yasunoriの3人で結成。
- 11月　Yasunoriが脱退。以降サポートベーシストを迎えながら活動。

2018年
- 5月　ボーカルとしてMarinoが加入。
- 8月　初台WALLで初ライブを行う。

2019年
- 9月　1st.DEMO「2 Songs」を発表。Marinoが脱退。
- 11月　ボーカルに亡無、ベースに純一が加入し現在の体制になる。

2020年
- 11月　1st Album 「憧憬」を自主リリース。apple musicの日本メタルアルバムランキングで最高4位を記録。

2022年
- 10月　3-way split「Immagine Residua」(kokeshi + [’selv?] + Presence of Soul)をTOKYO JUPITER RECORDSよりリリース。
- 12月　東京発のメタルコア・バンドTake This to Heartのアルバム楽曲「Dogmatic Monarch (feat.亡無 from kokeshi)」に亡無がゲストボーカルとして参加

2023年
- 4月　2nd Album 「冷刻」をTOKYO JUPITER RECORDSよりリリース。apple musicのロシア総合アルバムで最高2位、ベトナムメタルアルバムで最高1位、日本メタルアルバムで最高4位、タイのメタルアルバムで最高16位を記録する。
- 4月　「冷刻」発売にともない初の日本ツアー「Deeply Depressed tour 2023」を開催。ツアーファイナルとして初のワンマンライブ「帝都救済Ⅲ(at 吉祥寺WARP)」を開催、チケットが数時間で完売。

2024年
- 3月　W:O:A Metal Battle。日本大会2024決勝ラウンドへ進むファイナリストの５バンドに選出。
- 5月　UKブリストルのポスト・ハードコア バンドSVALBARDとのジャパンツアーを大阪・名古屋・東京で開催。
- 5月　入手困難となっていた2020年発表の自主制作盤1stアルバム「憧憬」をTokyo Jupiter Recordsより「"憧憬" Monochrome Edition -完全版-」として再発。最新リミックス·リマスター、新曲「暗い廊下」追加収録、新アートワーク。
- 6月　台湾にて初の海外公演を実施。台湾のファンの熱量が高く、kokeshi史上初のクラウドサーフが発生したり、感激のあまり泣き出すファンもいた。
- 8月　有料会員サイト「浄土の夜」を開設
- 8月　SABLE HILLS主催のフェス「FRONTLINE FESTIVAL 2024」に出演
- 9月　KNOSISのジャパンツアー2024にkokeshiがツアーサポートとして帯同
- 9月　UKのカオティックハードコアバンド ROLO TOMMASSI(ロロ·トマーシ)来日公演サポートアクトを務める
- 10月　モルドバ共和国の新鋭  Infected Rainの来日公演サポートアクトを務める
- 11月　亜光の個人作品第一弾「螺旋」を会員サイト「浄土の夜」にて限定配信(非会員も購入可能)
- 11月　kokeshi SOUTHEAST ASIA TOUR 2024として2024年2度目となる海外公演をタイとベトナムで実施
- 11月　雑誌『ヘドバン』主催のフェス「MIXEDHELL」に出演
- 12月　kokeshi2度目となる単独ワンマン公演を「帝都救済-monochrome requiem-」として渋谷サイクロンにて開催。チケットはsold out。公演ではリリース後 初となる"暗い廊下"が演奏された。

| 2025年 |
- 4月　海外3カ国目となる香港公演を実施
- 6月　"冷刻" "憧憬 完全版" 2タイトル同時LP化。ドイツのMoment of Collapseより6/06にリリース。

## メンバー

### 現メンバー
- 亜光 -Adel-（Gt.）
  - ギター担当。オリジナルメンバー。
  - 楽曲の作曲を主に担当。曲作りは楽曲の軸となる部分を亜光がつくり、スタジオに持ち込みメンバーで楽曲に仕上げていく。[7]
  - バックグラウンドとなる音楽は久石譲、THE BACK HORN、COCKROACH、MSC、TOOL、ティムヘッカー等[7]
  - 影響を受けたアルバム/アーティスト『虫の夢死と無死の虫/COCK ROATH』『無題（第二作品集）/downy』『人間プログラム/THE BACK HORN』『Meteora/Linkin Park』『10,000 Days/TOOL』『MATADOR/MSC』『Around The Fur/DEFTONES』『Warpaint/Warpaint』『ノマド・ソウル/元ちとせ』[8]
  - “-元凶- Darktrack44”名義でDJ活動も行なっている。[9]
  - DOGMA×LORD 8ERZ『FAILED ESCAPE / DROPOUT SIDING feat. 漢 a.k.a. GAMI & D.O』のPVには俳優として出演している。
- 亡無 -Nana-（Vo.）
  - ボーカル担当。2019年加入。
  - グロウル（デスボイス）、ホイッスルボイス（金切り声）、クリーンボーカル、ポエトリーリーディングなど様々なバリエーションのボーカルスタイルを操る。
  - ボーカルスタイル・パフォーマンスは小さい頃からやっていたクラシック・バレエやDIR EN GREYのボーカル京からの影響を受けている。[10]
  - 亡無の書く歌詞は全て日本詞。一つ一つの文字に意味を持たせて、その組み合わせから誘発される、微妙な状態の変化を表現。[11]
  - ライブで左手首と左足首に巻いている象徴的な赤い紐（首に巻く場合もある）は、2021年頃のライブで指を骨折した際のギブス隠しが始まり。[12]
  - 影響を受けたアルバム/アーティスト『UROBOROS/DIR EN GREY』『Marchen/Sound Horizon』『The Cleansing/Suicide Silence』『GRIMOIRE/NOCTURNAL BLOODLUST』『DESTROY THE OPPOSITION/DYING FETUS』『Cruelty And The Beast/Cradle Of Filth』『Anthems to the Welkin at Dusk/Emperor』『This Is Exile/Whitechapel』『Arkha Sva/GLORIA SATANAE』[13]
  - ゲストボーカルとしてアルバムに参加したバンドTake This to Heartは亡無が所属していた中央大学のメタル/ハードコア専門公認バンドサークルHEATWAVEの後輩。明日の叙景の布大樹もこのサークルに亡無と共に所属していた。
- 純一 -Junichi-（Ba.）
  - ベース担当。2019年加入。
  - kokeshi加入以前から亜光・和真とは親交があり、2人とは20歳くらいの時に対バンしてからの友人関係。加入前にもkokeshiのサポートリレーに呼ばれていた。[10]
  - ミクスチャーロックとブラックミュージックをバックグラウンドに持ち、奏法はフィンガーピッキング。[7]
  - 影響を受けたアルバム/アーティスト『THE FIRE THAT BURNS WITHIN/YKZ』『BLEACH/NIRVANA』『One Hot Minute/Red Hot Chili Peppers』『GROOVE FAMILY CYCO/Infectious Grooves』『Tower Of Power/Tower Of Power』『Black Box/JUSWANNA』『Voodoo/D'Angelo』『Welcome to Detroit/JAY DEE』『Go Simpsonic With The Simpsons: Original Music From The Television Series/V.A.』[14]
- 和真 -Kazuma-（Dr.）
  - ドラム担当。オリジナルメンバー。
  - シンバルメーカーのPaiste社とエンドース契約を締結している。[15]
  - ブッキングの交渉や作品の流通、売上の管理や海外とのやり取りなど、バンドのマネージメントも担当。[7]
  - バックグラウンドになってるのは主に日本のポストロック。[7]
  - 影響を受けたアルバム/アーティスト『Fake World Wonderland/きのこ帝国』『青く丸い星に生まれて/COCK ROATH』『TO LIVE IS TO DIE,TO DIE IS TO LIVE/palm』『無題（第四作品集）/downy』『呼吸/Lily Chou-Chou』『War Inside You/STORM OF VOID』『Jane Doe/Converge』『ULTRA BLUE/宇多田ヒカル』『人間プログラム/THE BACK HORN』[16]

### 過去メンバー
- -Marino-（Vo.）
- -Yasunori-（Ba.）

## ディスコグラフィー
（出典：）

### デモ音源
| 発売日    | タイトル | 企画品番 | 収録曲                       |
| --------- | -------- | -------- | ---------------------------- |
| 2019年9月 | 1st demo | —        | 1. Dreamcatcher 2. Swan Song |

### アルバム
|          | 発売日         | タイトル                           | 企画品番 (CD) | 収録曲 |
| -------- | -------------- | ---------------------------------- | ------------- | --- |
| 1st      | 2020年11月13日 | 憧憬（どうけい）                   | ROOM420       | 1. propaganda 2. 他壊心操回路 3. 洋灰の淵に 4. kairai 5. The mantra doesn't reach 6. 憧憬                                                                    |
| 1st 再発 | 2024年5月24日  | "憧憬" Monochrome Edition -完全版- | TJP075        | 1. propaganda 2. 他壊心操回路 3. 洋灰の淵に 4. kairai 5. The mantra doesn't reach 6. 憧憬 7. 暗い廊下* *new track 全曲リミックス·リマスター                  |
| 2nd      | 2023年4月7日   | 冷刻                               | TJP073        | 1. 胎海 2. 海馬に沈む 3. 系 (いと) 4. 報いの祈り 5. わらべうた 6. (recollect) 7. 涅槃欠損少女読経 8. Into My Darkness -蝕- feat. Deepa 9. 彼は誰の慈雨の中で |

### スプリット・シングル
| 発売日         | タイトル         | 企画品番 | 収録曲/アーティスト |
| -------------- | ---------------- | -------- | --- |
| 2022年10月21日 | Immagine Residua | TJP069   | 1. 彼は誰の慈雨の中で - The Sun Shines Upon All Alike - / kokeshi 2. sonder / ['selvə] 3. The Trinity - I / Presence of Soul |

### 亜光·個人作品
| 発売日        | タイトル | 企画品番     | 収録曲/アーティスト |
| ------------- | -------- | ------------ | ------------------- |
| 2024年11月1日 | 螺旋     | -(配信のみ） | 1. 螺旋             |
| 2025年6月18日 | 血清     | -(配信のみ） | 1. 血清 2. 冥、青く |

## ライブ
（出典：）
「Deeply Depressed TOUR 2023」（「冷刻」リリースツアー）
- 2023/4/1 TOKYO/Nine spices　※帝都救済
- 2023/4/8 AICHI/Club zion
- 2023/4/29 MIYAGI/Flying son
- 2023/4/30 AOMORI/Quarter
- 2023/5/3 KYOTO/Gattaca
- 2023/5/4 OSAKA/Hokage　※帝都救済Ⅱ
- 2023/5/10 TOKYO/Era
- 2023/5/13 HOKKAIDO/Pigsty
- 2023/5/20 YAMANASHI/Kazoo hall
- 2023/6/10 GUNMA/Trust55
- 2023/6/17 TOCHIGI/MoonShineStudio
- 2023/6/18 FUKUSHIMA/Peak action
- 2023/6/25 TOKYO/Warp　※帝都救済Ⅲ

「帝都救済」（自主企画イベント）
- 帝都救済Ⅰ　kokeshi/suggestions/vision of fatima/kallqri　＜2023/4/1 新宿Nine spices＞
- 帝都救済Ⅱ　kokeshi/Gillian Carter(US)/suggestions/SeeK/Nobody Celebrates My Birthday ＜2023/5/4 大阪HOKAGE＞
- 帝都救済Ⅲ　※ワンマン(GuestVocal:Deepa,暗黒舞踏:由佳,異形投影:yukako(Hello1103))　＜2023/6/25 吉祥寺WARP＞
- 帝都救済Ⅳ　kokeshi/PROMPTS　＜2023/09/16 GARRET udagawa＞
- 帝都救済Ⅴ　kokeshi/中学生棺桶　＜2023/10/08　新宿ANTIKNOCK＞
- 帝都救済Ⅵ　kokeshi/downt　＜2023/12/09　西永福JAM＞
- 帝都救済Ⅶ　kokeshi/DEVILOOF　＜2024/03/16 新宿ANTIKNOCK＞
- 帝都救済 特別編　kokeshi(GuestVocal:Deepa,暗黒舞踏:由佳,異形投影:yukako(Hello1103),屍笛:太郎)/Svalbard　＜2024/05/20　新代田FEVER＞
- 帝都救済 -Monochrome Requiem-　kokeshi - ONE MAN - (GuestVocal:Deepa,暗黒舞踏:由佳)　＜2024/12/28　渋谷CYCLONE＞

「Nu Cult Profiling」（自主企画イベント）
- Nu Cult Profiling　kokeshi/MergingMoon　＜2025/3/2 新宿ANTIKNOCK＞
- Nu Cult Profiling act.2 kokeshi/ storm of void　＜2025/8/31 新宿ANTIKNOCK＞

「怨波」（自主企画イベント）
- kokeshi 単独公演「怨波」　＜2025/8/2 西荻窪FLAT＞

### 国内公演　その他
2023年
- 2023/07/03 (月) SALT MONEY / SUPER DEATH Japan Tour ＠新代田FEVER (東京都)
- 2023/07/05 (水) GLDNxPAKKxUS:WE JAPAN TOUR 2023　「玖」vol.3 ＠新宿NINESPICES (東京都)
- 2023/07/23 (土) KNOSIS JULY TOUR 2023 ＠新宿ANTIKNOCK (東京都)
- 2023/09/23 (土) MINE pre.-Babyrussa弐- ＠広島ALMIGHTY (広島県)
- 2023/11/04 (土) 3LA presents SWARRRM "焦がせ" release show ＠新大久保EARTHDOM (東京都)

2024年
- 2024/01/07 (日) KEEP AND WALK FEST 2024 ＠新宿LOFT (東京都)
- 2024/01/25 (木) SUGGESTIONS pre.n"Another Heaven, Our Catharsis Ⅴ" ＠CIRCUS TOKYO (東京都)
- 2024/02/11 (日) Guilty Forest presents" After Nightmare " ＠LIVE HOUSE MORGANA (東京都)
- 2024/02/21 (水) アイリフドーパpresents 「新春ハイパーウェンズデーGIG 」 ＠高田馬場CLUB PHASE (東京都)
- 2024/03/31 (日) METAL BATTLE JAPAN 2024 ＠代官山UNIT (東京都)
- 2024/04/05 (金) shinjuku ANTIKNOCK pre.【CREAM】 ＠新宿ANTIKNOCK (東京都)
- 2024/04/13 (土) Another day comes ＠HOLIDAY NEXT NAGOYA (愛知県)
- 2024/04/29 (月) Live Album: Island in Full Release Concert ＠渋谷WWW X (東京都)
- 2024/05/18 (土) Svalbard LIVE IN OSAKA 2024 with kokeshi ＠心斎橋CONPASS (大阪府)
- 2024/05/19 (日) Svalbard LIVE IN NAGOYA 2024 with kokeshi ＠鶴舞DAYTRIP (愛知県)
- 2024/05/20 (月) Svalbard LIVE IN TOKYO 2024 with kokeshi ＠新代田FEAVER (東京都)
- 2024/06/29 (土) METAL BLITZKRIEG presentsn『Shiki Butou Vol.1』 ＠Live House 両国SUNRIZE (東京都)
- 2024/07/27 (土)  enigma ＠新宿ANTIKNOCK (東京都)
- 2024/08/31(土) SABLE HILLS Presents "FRONTLINE FESTIVAL 2024" @川崎CLUB CITTA'(神奈川県)
- 2024/09/07(土) No Restrictions @柏ThumbUp(千葉県)
- 2024/09/16(月) Tokyo Jupiter Records presents[JAPAMOSPHERE 2024] @SHIMOKITAZAWA ERA(東京都)
- 2024/09/24(火) KNOSIS JAPAN TOUR 2024 @ VANVANV4(石川県)
- 2024/09/25(水) KNOSIS JAPAN TOUR 2024 @SOUL POWER(富山県)
- 2024/09/27(金) KNOSIS JAPAN TOUR 2024 @ENN 2ND(宮城県)
- 2024/09/28(土) ROLO TOMASSI LIVE IN JAPAN @渋谷GARRET(東京都)
- 2024/10/08(火) T.M.Music Presents. Infected Rain JAPAN TOUR 2024 @渋谷GARRET(東京都)
- 2024/11/16(土) マシリトPresents 【1999_2024】 @新宿ANTIKNOCK(東京都)
- 2024/11/30(土) ヘドバン Presents. MIXED HEEL 2024 @川崎CLUB CITTA'(神奈川県)

2025年
- 2025/03/02(日) Nu Cult Profiling  @新宿ANTIKNOCK(東京都)
- 2025/03/15(土)『世紀末vol.76 - 絶叫の夜 -』@CONPASS(大阪府)
- 2025/04/27(日) SHIBUYA METAL KAI FEST  @渋谷 WWWX / CYCLONE / GARRET(東京都)
- 2025/05/17(土) DEVIFEST 2025  @GORILLA HALL OSAKA(大阪府)
- 2025/06/05(木) Broken By The Scream presents「FEST OF EXTREME 2025」  @赤羽ReNY alpha(東京都)
- 2025/08/02(土) kokeshi 単独公演「怨波」 @西荻窪FLAT(東京都)
- 2025/08/31(日) Nu Cult Profiling act.2  @新宿ANTIKNOCK(東京都)
- 2025/10/4(土) Blacklight Prophet Pt. II @Kyoto GATTACA(京都府)
- 2025/10/18(日) DEAF TOUCH PRESENTS: CONCH JAPAN TOUR 2025 POP KILLER @新大久保EARTHDOM (東京都)
- 2025/11/01(土) Another day comes vol.2  @HOLIDAY NEXT NAGOYA(愛知県)
- 2025/12/29(月) パラノイアテーマパーク「四」 ＠新代田FEAVER (東京都)

### 海外公演
2024年
- 2024/06/22 (土) Taipei Black Order Propaganda 2024 ＠Taipei Revolver bar (台湾)
- 2024/11/09 (土) kokeshi SOUTHEAST ASIA TOUR 2024  ＠De Commune (タイ)
- 2024/11/10 (日) kokeshi SOUTHEAST ASIA TOUR 2024  ＠HANOI ROCK CITY (ベトナム)

2025年
- 2025/04/05 (土) kokeshi live in Hong Kong @MOM Livehouse (中国)